# 2099 Епік
2099 Епік (2099 Öpik) — астероїд головного поясу, відкритий 8 листопада 1977 року.
Тіссеранів параметр щодо Юпітера — 3,364.
Названо на честь естонського астронома Ернста Юліуса Епіка